# Clare Dunne
Clare Dunne (Dublino, 10 aprile 1988) è un'attrice irlandese.

## Biografia
Durante la sua carriera ha partecipato a molti spettacoli dell'Abbey Theatre e del National Theatre, tra i quali Juno and the Paycock. Altre opere teatrali in cui ha partecipato sono Lo storpio di Inishman, The Silver Tassie, Druid 35 e The Playboy of the Western World (Druid), Giulio Cesare (Donmar Warehouse), Detroit (National Theatre), Tre sorelle (Lyric Hammersmith e Filter), Sogno di una notte di mezza estate (Filter durante il Latitude) e Crunch (Nabakov). Dunne ha scritto e recitato in Living with Missy (Smock Alley Theatre). Dunne si è laureata nel Royal Welsh College of Music & Drama di Cardiff nel 2009.
Dunne ha interpretato il Principe Hal sia al Donmar Warehouse che al St. Ann's Warehouse nella versione tutta al femminile dell'Enrico IV di Shakespeare diretta da Phyllida Lloyd.
Nel 2015 Dunne ha recitato in Grounded di George Brant in occasione del Dublin Fringe Festival.
Nel 2019 Dunne ha interpretato Victoria in Spider-Man: Far from Home. Successivamente ha partecipato alla sceneggiatura del film La vita che verrà - Herself (Herself) di Phyllida Lloyd, film in cui Dunne interpreta il ruolo della protagonista Sandra.

## Filmografia parziale

### Cinema
- Spider-Man: Far from Home, regia di Jon Watts (2019)
- La vita che verrà - Herself (Herself), regia di Phyllida Lloyd (2020)
- The Last Duel, regia di Ridley Scott (2021)
- Piccole cose come queste (Small Things Like These), regia di Tim Mielants (2024)
- Kathleen Is Here, regia di Eva Birthistle (2024)

### Televisione
- Kin – serie TV, 16 episodi (2021-2023)
- Witness Number 3 – serie TV, 4 episodio (2022)
- La Ruota del Tempo (The Wheel of Time) – serie TV, 4 episodi (2025)

## Doppiatrici italiane
Nelle versioni in italiano delle opere in cui ha recitato, Clare Dunne è stata doppiata da:
- Domitilla D'Amico in La vita che verrà - Herself, La Ruota del Tempo
- Valentina De Marchi in Piccole cose come queste